# Megaceron australe
Megaceron australe là một loài bọ cánh cứng trong họ Cerambycidae.